# Henri Borde
Henri Borde fue un pintor y escultor francés, nacido el 4 de septiembre de 1888 en  Bagnères-de-Bigorre  y fallecido el 20 de abril de 1958 en Tarbes.

## Datos biográficos
Henri Borde por influencia del padre, inicialmente encaminó sus pasos hacia la judicatura. Pero abandonó los estudios de Derecho para dedicarse a la pintura y la escultura, que estudió en París. Comenzó a pintar en 1910, pero fue ante todo un escultor y bajo el patrocinio de Charles Despiau expuso por primera vez en el Salón de Otoño. Prefiriendo su región a los fastos de la capital, se estableció en Tarbes, donde fue profesor en la Escuela de Artes de la ciudad. Realizó encargos públicos: pintó las bóvedas de la catedral, realizó la fuente de la avenida del Mariscal Foch en Tarbes, y los memoriales a los muertos de Juillan, Sarrancolin y Sarriac-Bigorre. Sus numerosos dibujos revelan la búsqueda de formas propias de un escultor. Su vida se divide entre Tarbes, su casa de campo de los Ibos, y el País Vasco, donde hizo frecuentes visitas.
Su pintura personal, marcada por el clasicismo, está influida por ascendentes modernos para representar los diversos aspectos de la Bigorre, tanto los paisajes como las escenas de género, que a menudo llegan a una sencillez monumental.
Sus obras están en los museos de Tarbes, Pau y Bayona. 
En 2004 se celebró una exposición retrospectiva en Tarbes, donde una plaza ubicada frente a la escuela superior de artes lleva su nombre.

## Obras
Entre las  obras de Henri Borde se incluyen las siguientes:
- Mercado de Bigorre, pintura en el Museo Massey de Tarbes[3]